# Piotr Markiewicz
Pour les articles homonymes, voir Markiewicz.
Piotr Markiewicz, né le 3 septembre 1973 à Sejny, est un kayakiste polonais pratiquant la course en ligne.

## Palmarès

### Jeux olympiques
- Médaille de bronze aux Jeux olympiques de 1996 à Atlanta en K-1 1 500 m[1].